# Satz von Steinitz
Der Satz von Steinitz, englisch Steinitz’s theorem, ist ein mathematischer Lehrsatz, welcher sowohl dem Gebiet der Topologischen Graphentheorie als auch dem der Geometrischen Graphentheorie zuzurechnen ist. Der Satz geht zurück auf eine Veröffentlichung des Mathematikers Ernst Steinitz (1871–1928) aus dem Jahre 1916 und zählt zusammen mit dem eulerschen Polyedersatz, dem Satz von Kuratowski und dem Satz von Wagner zu den klassischen Ergebnissen der Graphentheorie über plättbare Graphen.

## Formulierung des Satzes
Der Satz lässt sich angeben wie folgt:
Ein endlicher schlichter Graph {\displaystyle G} hat dann und nur dann eine geradlinige Darstellung als {\displaystyle 3}-dimensionaler Polyedergraph {\displaystyle G^{'}\subset \mathbb {R} ^{3}}, wenn {\displaystyle G} plättbar und zugleich {\displaystyle 3}-fach zusammenhängend ist.

## Bedeutung des Satzes
Der steinitzsche Satz ist einer der grundlegenden Sätze in der Lehre von den Polyedern und offenbar schätzte auch Ernst Steinitz dies selbst so ein. Wie Branko Grünbaum hierzu in seinem 1975er Artikel Polytopal Graphs hervorhebt, bezeichnete Steinitz seinen Satz daher sogar als Fundamentalsatz der konvexen Typen [von Polyedern] (englisch Fundamental Theorem of Convex Types [of Polyhedra]) und präsentierte dazu nicht weniger als drei sorgfältig ausgearbeitete Beweise. Diese sind in der klassischen Monographie Vorlesungen über die Theorie der Polyeder von Steinitz und Rademacher dargestellt. Wie Grünbaum weiter schreibt, bedient sich diese Darstellung jedoch nicht der modernen Begriffe der Graphentheorie – wie den des Zusammenhangs oder den der Plättbarkeit –, sondern eigener Begrifflichkeiten, wodurch Steinitz’ Beweisführung (aus heutiger Sicht) recht schwerfällig (englisch rather cumbersome) sei.

## Verwandter Satz
Ein verwandter Satz, welcher die Polytope aller höheren Dimensionen betrifft und von dem Mathematiker Michel Louis Balinski gefunden wurde, ist der folgende:
Hat ein endlicher schlichter Graph eine geradlinige Darstellung als {\displaystyle d}-dimensionaler Polytopgraph im {\displaystyle \mathbb {R} ^{d}\;(d{\text{ ganzzahlig}}\;,\;d\geq 2)} , so ist er notwendigerweise {\displaystyle d}-fach zusammenhängend.